# Elisabet av Holstein (hertiginna av Sachsen-Lauenburg)
För andra betydelser, se Elisabet av Holstein.
Elisabet av Holstein, född omkring 1300, död före 1340, var hertiginna av Sachsen-Lauenburg 1315–1322 som gift med Johan II av Sachsen-Lauenburg, och drottning av Danmark 1330–1331 som gift med kung Erik Kristoffersson. Hon var regent i hertigdömet Sachsen-Lauenburg som förmyndare för sin son 1322–1330.

## Biografi
Elisabet var dotter till greve Henrik I av Holstein (död 1304) och Helvig av Bronckhorst (död efter 1310). Hon gifte sig första gången omkring 1315 med hertig Johan II av Sachsen-Lauenburg (död 1322). Paret fick sonen Albrecht IV av Sachsen-Lauenburg (1315–1343/1344), hertig av Sachsen-Lauenburg.
Elisabet gifte sig andra gången 1330 med danske prinsen och medkungen Erik Kristoffersson (stupad 1332), men försköts av denne 1331.